# Рипон (Калифорнија)
Рипон (енгл. Ripon) град је у америчкој савезној држави Калифорнија. По попису становништва из 2010. у њему је живело 14.297 становника.

## Демографија
Према попису становништва из 2010. у граду је живело 14.297 становника, што је 4.151 (40,9%) становника више него 2000. године.
| Група             | 2000.         | 2010.         |
| Белци             | 7.844 (77,3%) | 9.855 (68,9%) |
| Афроамериканци    | 35 (0,3%)     | 221 (1,5%)    |
| Азијати           | 153 (1,5%)    | 599 (4,2%)    |
| Хиспаноамериканци | 1.843 (18,2%) | 3.177 (22,2%) |
| Укупно            | 10.146        | 14.297        |